# Isfahaner Elle
Die Isfahaner Elle war, benannt nach der Region Isfahan, ein persisches Längenmaß und gehörte einschließlich der kanonischen Elle zu den wichtigsten Maßen.
Um 1681 hatte diese Elle von Sparr de Homberg vermessen eine Länge von 81,63 Zentimeter, etwa 1 3⁄16 Aunes d’Holland. Durch die Identität der kanonischen Elle (zar‘-e šar‘ ī) mit der arabischen (aḏ-ḏirā‘ aš-šar‘iyya) kanonischen Elle oder der einfachen „Post“-elle (ḏirā‘ al-barīd) und der ägyptischen „Hand“-elle (ḏirā‘ al-yad) kann die Länge einer zar‘-e šar‘ ī mit 49,875 Zentimeter gesetzt werden.
- 1 Ishafaner Elle = 1 zar‘-e Ișfahān = 8⁄5 zar‘-e šar‘ ī (kanonische Elle) = 79,8 Zentimeter
- 7.500 Ishafaner Ellen = 12.000 kanonischen Ellen entspricht 1 Parasang